# Chafetz Chaim (Kibbuz)
Chafetz Chaim  (hebräisch חָפֵץ חַיִּים Chafetz Chajīm) ist ein von der Agudat Israel am 25. April 1944 gegründeter orthodoxer Kibbuz, der sich im Regionalverband Nachal Sorek im Zentralbezirk Israels befindet. 2018 zählte der Kibbuz 561 Einwohner.
| Jahr      | 1948 | 1961 | 1972 | 1983 | 1995 | 2001 | 2003 | 2004 | 2005 | 2006 | 2007 | 2008 | 2009 | 2010 | 2011 | 2012 | 2013 | 2014 | 2017 |
| --------- | ---- | ---- | ---- | ---- | ---- | ---- | ---- | ---- | ---- | ---- | ---- | ---- | ---- | ---- | ---- | ---- | ---- | ---- | ---- |
| Einwohner | 281  | 401  | 325  | 422  | 454  | 402  | 391  | 429  | 431  | 450  | 454  | 463  | 348  | 348  | 380  | 388  | 420  | 471  | 530  |

## Namensgebung

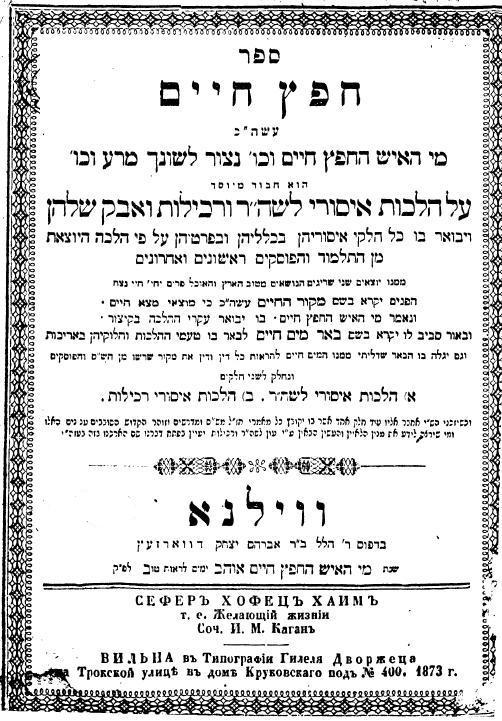
Titelblatt Chafetz Chajim,
Wilna 1873

Der Ort wurde nach dem ersten Werk von Israel Meir Kagan: Chafetz Chaijm, benannt. Der Titel kann mit der das Leben will übersetzt werden und stammt aus Psalm 34,13-14 : „Wer ist der Mann, der Leben begehrt (ha Chafetz Chaim), der sich Tage wünscht, an denen er Gutes schaut? Behüte deine Zunge vor Bösem und deine Lippen, daß sie nicht betrügen“. Israel Meir Kagan wurde selbst nach seinem Werk auch Chafetz Chajim oder Chofetz Chajim genannt, so wie zahlreiche andere jüdische Schulen und Institutionen ebenfalls seinen Namen tragen.